# Jaime Peters
Jaime Bryant Peters (Pickering, 4 maggio 1987) è un ex calciatore canadese, di origini grenadiane, di ruolo centrocampista.